# 霍夫曼氏反射
霍夫曼氏反射或霍夫曼氏徵象（英語：Hoffmann reflex）是以德国神经学家Johann Hoffmann（1857年生于莱茵黑森，1919年死于海德堡）命名的一种反射试验，以验证錐體束是否有损伤或病变。他也被称作手指屈肌反射。也被常用于作为體能鍛煉的一种脊髓反射方式。
测试时轻弹中指或无名指的指骨。阳性反应者拇指会内收。

## 与Babinski征的关系
Hoffmann反射经常被错误地称为“Babinski征上肢反射”。然而，这两个反射有很大的不同，不应该彼此看作等同。
Babinski征阳性被认为是一种上运动神经元疾病的病理征（婴儿除外）。然而，Hoffmann征阳性可以出现在一个完全正常的病人。Hoffmann征阳性在正常人中，尤其是那些反应快的人（例如3+反射）中较为多见。Hoffmann征阳性也可以见于疾病过程，它的存在可能提醒着身体某处产生病变。
Hoffmann反射及Babinski征的另一个显着区别是他们的反射机制。Hoffmann反射是一种在Rexed第九层的脊髓单突触的深部肌腱反射通路。而Babinski征不是深部腱反射，其途径是较为复杂，迄今也没有完全得以理解。